# Dundee
Dundee (IPA [dʌnˈdiː]; in gaelico scozzese Dùn Dèagh o Dùn Dè [t̪un tʲeː]) è una città del Regno Unito, comune dal 1191.

## Caratteristiche
La città di Dundee è la quarta città più popolosa della Scozia. Essa è situata sulla sponda nord dell'estuario del fiume Tay, sorge sulla costa est dell'isola e si affaccia sul Mare del Nord.
La storia di Dundee inizia con i Pitti durante l'età del ferro. Durante il medioevo, fu luogo di molte battaglie. Per tutta la durata della rivoluzione industriale, le locali industrie di juta portarono la città a crescere rapidamente. In questo periodo, Dundee guadagnò una buona reputazione per la sua marmellata e per il suo giornalismo, guadagnandosi l'appellativo di "città della juta, marmellata e giornalismo".
La popolazione attuale di Dundee è di 143.090 abitanti. Tuttavia, tenendo conto dei cittadini di Monifieth, Birkhill e Invergowrie – piccoli borghi che fanno parte della città di Dundee; il numero effettivo arriverebbe a 170.000. La popolazione di Dundee ha raggiunto un picco di quasi 200.000 abitanti all'inizio degli anni settanta. Dundee ha iniziato un declino demografico, dovuto alle emigrazioni e al cambiamento geografico della città negli anni settanta e ottanta, che ha visto il burgh cedere zone periferiche alle città circostanti.
Oggi Dundee è conosciuta come The City of Discovery ("La città della scoperta"), in onore alla storia della città circa l'attività scientifica e alla RRS Discovery, il vascello usato durante le esplorazioni dell'Antartico di Robert Falcon Scott: esso fu costruito a Dundee ed oggi è ivi ormeggiato, in un museo appositamente costruito. Le industrie medica e tecnologica crebbero durante gli anni ottanta. La città oggi conta il 10% delle industrie dell'intrattenimento digitale del Regno Unito. Inoltre la città di Dundee possiede due università – l'University of Dundee e la University of Abertay Dundee. La città è sede dello Scottish Dance Theatre nonché del Royal Scottish National Orchestra.
Nel mondo esistono infine oltre 20 città e/o villaggi che si chiamano Dundee (o New Dundee, Dundee Township). La città è rappresentata alla Camera dei Comuni del Regno Unito nei collegi di Arbroath and Broughty Ferry e Dundee Central.

## Storia
La data del primo insediamento sull'attuale territorio di Dundee è sconosciuta, ma di sicuro fu molto prima del medioevo quando la città fu menzionata per la prima volta nei registri storici. Il nome "Dundee", in gaelico Dùn Dèagh, contiene il lemma dùn, forte, probabilmente riferito ad un antico roccaforte, le cui tracce sono presenti sul Dundee Law. Il significato di Dundee è sconosciuto, sebbene si sia ipotizzato che potrebbe significare "Forte di fuoco", forse riferito al faro sul Law, o "Forte di Dio".
Nel 1191, la città fu premiata con un documento che la fece diventare un royal burgh, il che indicherebbe che era già una città di una certa grandezza ed importanza. Questo documento fu revocato più tardi da Edoardo I, anche se fu rimpiazzata da uno nuovo da Robert the Bruce nel 1327. Dundee divenne una città fortificata nel 1545, proprio durante il periodo di ostilità conosciuto come Brutale corteggiamento (Rough Wooing). Nel luglio 1547, buona parte della città fu distrutta da un bombardamento navale inglese. Nel 1645, durante la guerra dei tre regni, Dundee fu di nuovo assediata, questa volta dal reale marchese di Montrose. Nel 1651, durante la guerra civile inglese, fu invasa dal generale Monck, comandante delle truppe di Oliver Cromwell in Scozia; gli inglesi distrussero buona parte della città ed uccisero molti abitanti. Dundee fu più tardi sito della prima rivolta giacobita, quando John Graham, I visconte di Dundee, eresse lo stendardo degli Stuart sul Dundee Law in sostegno a Giacomo VII (Giacomo II d'Inghilterra) successivamente al rovesciamento del suo regno, guadagnandosi l'appellativo Bonnie Dundee.

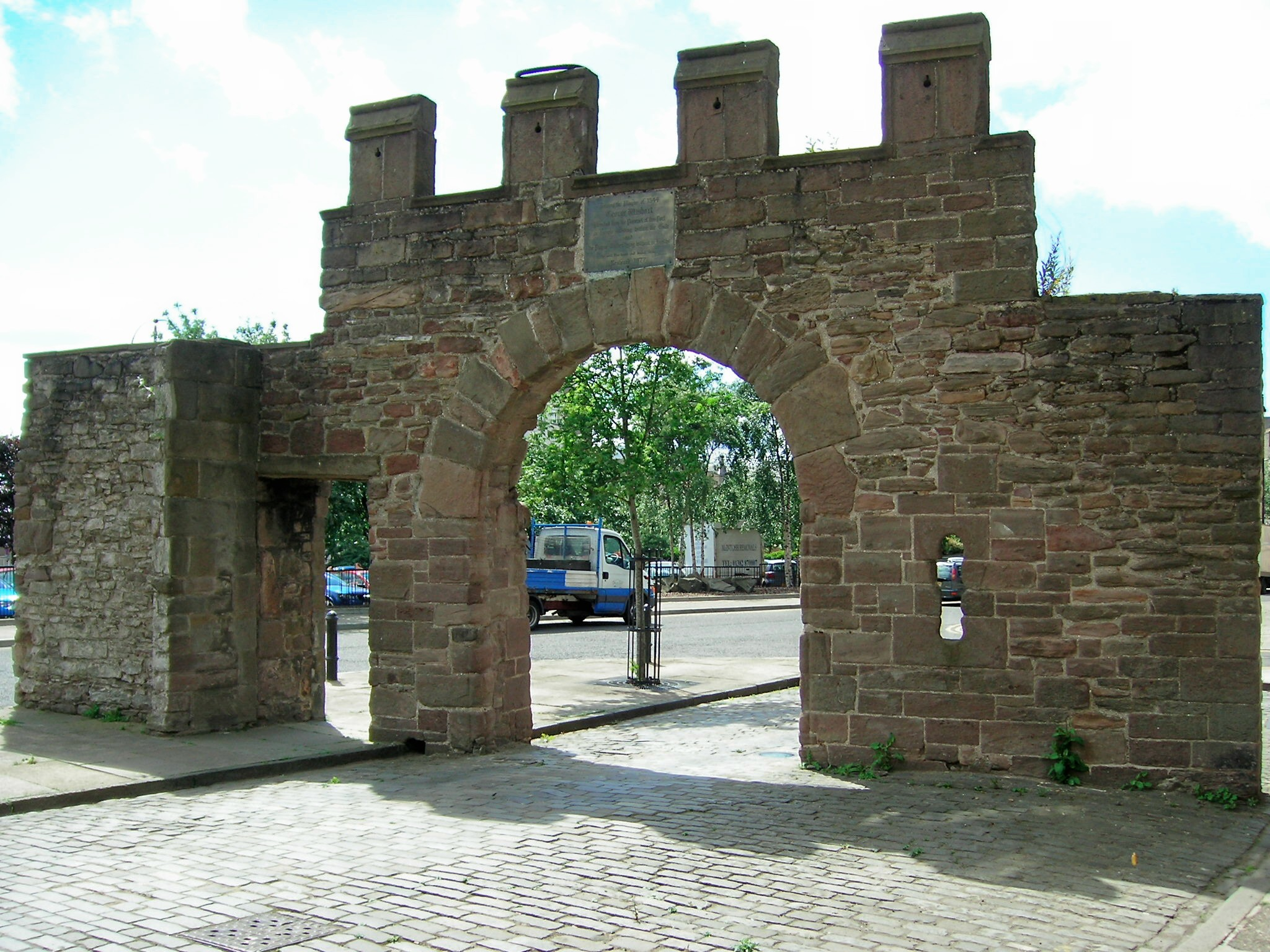
The Wishart Arch è l'unico pezzo giunto fino a noi dell'antica cinta muraria

Dundee si espanse enormemente durante la rivoluzione industriale, soprattutto grazie al lino e poi, più recentemente, grazie all'industria della juta. Dalla fine del XIX secolo, la maggior parte dei lavoratori della città era impiegata nelle numerose fabbriche di juta. La posizione della città su un grande estuario facilitò la massiccia importazione di juta dal subcontinente indiano e di olio di balena — necessario per trattare la juta — dalle maggiori industrie baleniere. L'industria iniziò il suo declino durante il XX secolo, a causa dell'abbassamento dei prezzi nella manifattura di vestiti nel subcontinente indiano. L'ultima fabbrica di juta della città chiuse negli anni settanta.

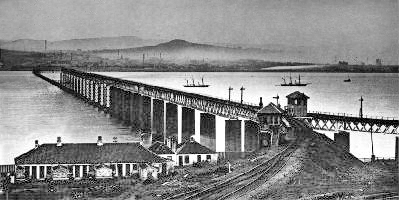
Il Tay Bridge (visto da sud) il giorno dopo il disastro. La sezione collassata è all'estremità nord

In aggiunta alla juta la città è conosciuta anche per la marmellata e per il giornalismo. La marmellata fu inventata nella città da Janet Keiller (1737–1813) nel 1797 e la Keiller's marmalade divenne un famoso marchio grazie ad una produzione di massa e alla sua esportazione mondiale. L'azienda locale Mackys produce ancora marmellata nella città. Comunque, l'industria non fu mai sviluppata come quella della juta. La marmellata fin dagli inizi ha dato l'impressione di essere un grosso business, ma vasetti di Keiller's marmalade si trovano ancora facilmente. Il giornalismo si riferisce all'azienda di pubblicazione DC Thomson & Co., la quale fu fondata nella città nel 1905 e rimane il maggiore "datore di lavoro" dopo l'industria della salute e l'industria del tempo libero. L'azienda produce una moltitudine di quotidiani, fumetti per bambini e riviste, tra cui The Sunday Post, The Courier, Shout e le pubblicazioni per bambini, The Beano e The Dandy.
Dundee ha anche sviluppato una grande industria marittima e navale durante il XIX secolo. 2.000 navi furono costruite a Dundee tra il 1871 e il 1881, inclusa la nave che fu usata per ricerche nell'Antartico usata da Robert Falcon Scott, la RRS Discovery. La nave è ora visibile al Discovery point nella città. Presso i cantieri Gourlay Brothers & Company di Dundee venne inoltre costruita nel 1908, per il Lloyd austriaco, la nave passeggeri Baron Gautsch, affondata da una mina davanti a Rovigno, a 7 miglia dall'arcipelago di Brioni in Croazia, il 13 agosto 1914.
La necessità di olio di balena diede lavoro anche all'industria baleniera. L'isola di Dundee, nell'arcipelago di Joinville nell'Antartico, prende il suo nome dalla Dundee Whaling Expedition, che scoprì l'isola nel 1892. L'industria baleniera finì nel 1912 mentre quella navale nel 1981.
L'estuario è luogo del primo Tay Bridge, costruito dall'ingegnere Thomas Bouch (1822–1880) e aperto al traffico il 1º giugno 1878. A quel tempo era il più lungo tratto ferroviario su ponte del mondo. Il ponte crollò durante una tempesta un anno dopo, il 28 dicembre 1879, sotto il peso di un treno carico di passeggeri: questo avvenimento è conosciuto come disastro del Tay Bridge (The Tay Bridge Disaster). Nessuno dei passeggeri si salvò. La tragedia è ricordata in una poesia di William McGonagall del 1880.

## Amministrazione

### Gemellaggi

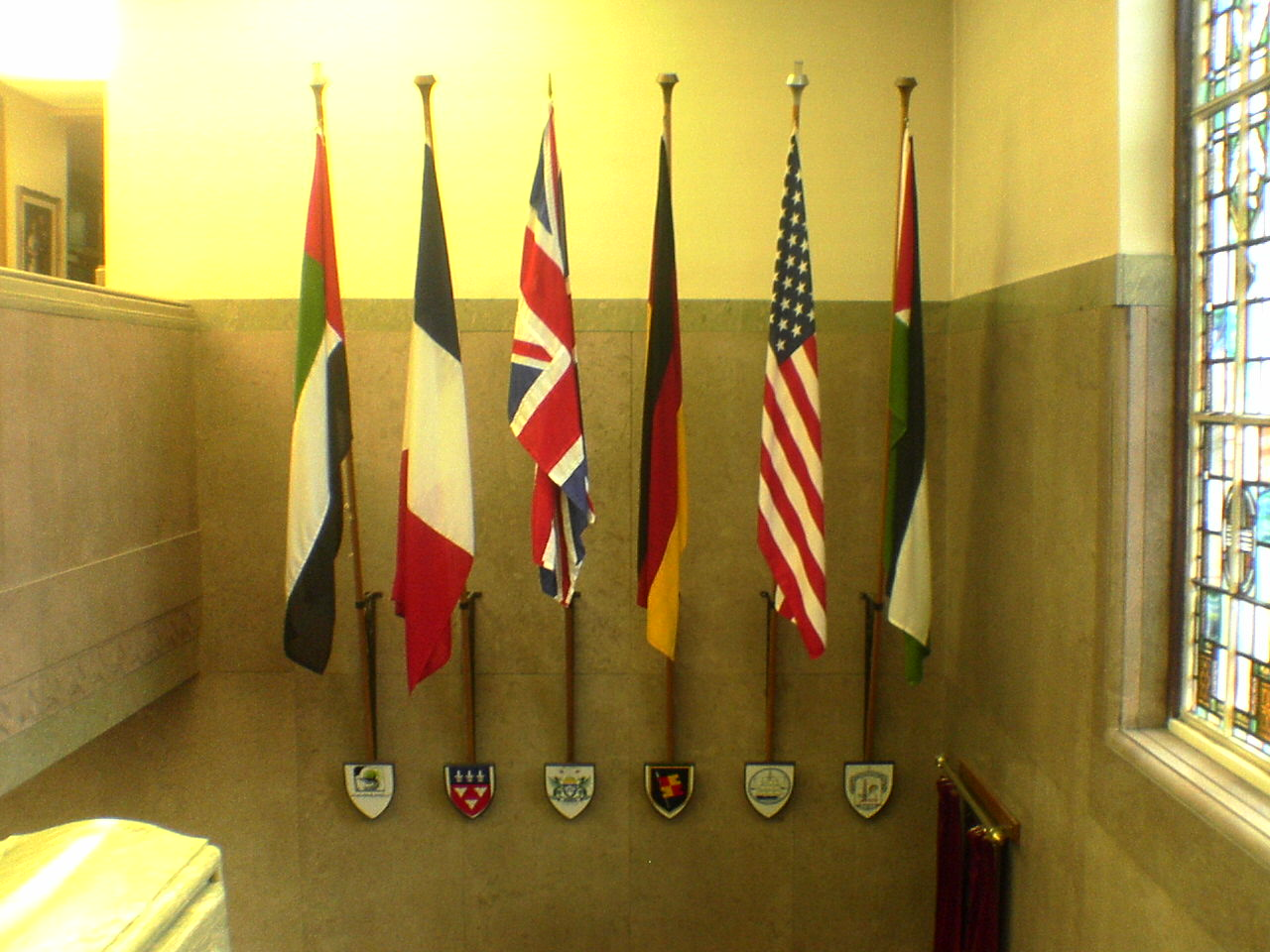
Gli stemmi delle città gemellate e le bandiere dei loro Stati poste all'interno del Municipio di Dundee.

Dundee mantiene rapporti economici e culturali con sei città gemellate:
- Orléans, dal 1946
- Zara, dal 1959
- Würzburg, dal 1962
- Alexandria, dal 1974
- Nablus, dal 1980
- Dubai, dal 2004

## Geografia fisica

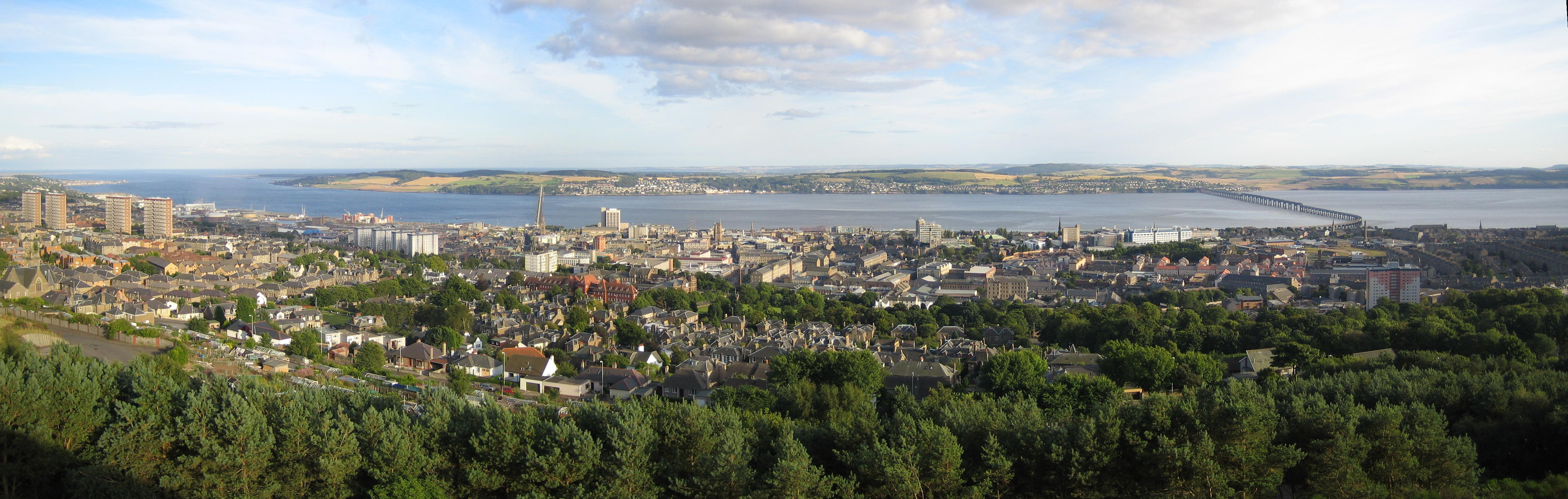
Dundee dal Dundee Law

Dundee è situata nella riva settentrionale del Firth of Tay e vicino al Mare del Nord. La città si appoggia su una lastra di basalto lasciata da un vulcano estinto, chiamato Dundee Law o semplicemente The Law (174 metri). Dundee è l'unica città della Scozia affacciata a sud, conferendole il titolo di città più soleggiata e mite della regione. Le temperature qui tendono ad essere circa due gradi più alte rispetto ad Aberdeen a nord e rispetto alla zona di Angus. Dundee ha inverni meno severi rispetto alla media scozzese, grazie alla vicinanza del mare e alla presenza di salsedine, e inoltre una serie di colline fuori dalla città, spesso ricoperte di neve, la proteggono dal vento, cosicché la città resta spesso libera dalla neve.
La città, che occupa poca superficie, è la più densamente popolata della Scozia dopo Glasgow ed è la quinta nel Regno Unito. Le tipiche costruzioni sono a quattro piani, in stile Vittoriano, costruite in pietra marrone. Il centro è stato completamente rigenerato con un mix di case vittoriane ristrutturate, nuovi edifici,  centri commerciali ed i più noti negozi nazionali. I quartieri dell'interno presentavano palazzine a blocchi, come anche alcuni quartieri di periferia, pressoché eliminate in questi ultimi anni. Sono in corso, al 2021, lavori di abbattimento di altre palazzine e lavori di collegamento tra il centro ed il nuovo waterfront. Ad est della città si trova il sobborgo ormai inglobato al centro di Broughty Ferry con il suo yacht club, ed inoltre numerosi fabbricati di ottimo livello, abitati dal ceto agiato, (ricchi benestanti, calciatori).
Per fare un esempio un buon appartamento a Broughty Ferry può avere un prezzo di mercato di £750.000. (circa 940.000 €), parecchio superiore alla media scozzese.

## Società

### Evoluzione demografica
I nativi di Dundee sono chiamati Dundonians e hanno un loro tipico accento, che spesso pronuncia il suono /e/ al posto del dittongo /ai/. Una considerevole percentuale di persone deve ricorrere alla previdenza sociale. Casi di povertà sono diffusi nell'area di Whitfield, con il più alto tasso di povertà minorile del Regno Unito. Dundee ha il più alto tasso di aborto della Scozia nel 2004 (24,2 per 1000) e il più alto tasso di gravidanze giovanili dell'Europa Occidentale.
La popolazione di Dundee è aumentata soprattutto nel periodo della Rivoluzione Industriale, così come in moltissime città dell'isola. A metà dell'Ottocento si assistette all'arrivo degli operai irlandesi a causa della carestia delle patate. Attualmente Dundee ha 5.000 nordirlandesi nati e residenti, dei quali la maggior parte è studente all'università di Dundee. La città ha attratto immigranti anche dall'Italia e dalla Polonia, che lì trovarono rifugio contro i pogrom del XIX secolo, e contro la guerra mondiale nel XX. Negli ultimi anni vi è stato anche un flusso migratorio dall'Asia (~3.500 persone), posizionandosi al terzo posto in Scozia dietro Glasgow ed Edimburgo. Con l'entrata nell'Unione europea, recentemente è aumentato l'afflusso di persone provenienti dalla Bulgaria. L'Abertay University e la Dundee University hanno stimato che gli studenti stranieri (per la maggior parte di Irlanda ed Europa Orientale) e locali raggiungano il 14,2% della popolazione, al primo posto in Scozia. La municipalità di Dundee ha uno dei quattro enti in tutta la Scozia che ricicla oltre il 30% dei suoi rifiuti.

## Cultura

### Cucina
L'azienda Keiller's marmalade, fondata nel Settecento, è celebre per le sue marmellate e la Dundee cake, una torta locale a base di frutta secca, Sherry e scorza d'arancia.

## Sport
- Calcio:

 Dundee Utd (Scottish Premier League)
 Dundee (Scottish Premier League)
Dundee è una delle 10 città europee con due squadre giunte almeno in semifinale in Coppa dei Campioni, impresa riuscita al Dundee nel 1962-1963 e al Dundee United nel 1983-1984.
- Hockey su ghiaccio:

 Dundee Stars (Elite Ice Hockey League)
- Rugby:

 Dundee HSFP (Scottish Premiership Division One)
- Basket:

 Tayside Musketeers (Scottish Men's National League)
 Dundee Madsons B.C. (Scottish Men's National League Div. 2)
 Dundee University (BUCS Basketball Scottish 1A)
 Dundee Phantoms (Tayside and Fife Division 1)
- Volley:

 Dundee VC (Mens National League Division One)
1. ↑  Tayside nata dall'unione dei  Dundee Sharks con gli  Arbroath Musketeers